# Randia confusa
Randia confusa là một loài thực vật có hoa trong họ Thiến thảo. Loài này được Borhidi & Diego mô tả khoa học đầu tiên năm 2006.